# Aleen Bailey
Aleen Bailey, född 25 november 1980, är en friidrottare från Jamaica som tävlar i kortdistanslöpning.
Bailey var både med i det lag som tog guld vid OS 2004 och som tog silver vid VM i Helsingfors på 4 x 100 meter. Individuellt är hennes största merit en fjärde plats på 200 meter vid OS i Aten. Hon var även i final vid VM 2007 på 200 meter och slutade då sjua. 
Vid VM 2009 i Berlin var hon i final på 100 meter och slutade där åtta på tiden 11,16. Vid samma mästerskap ingick hon i Jamaicas stafettlag på 4 x 100 meter som vann guld. 

## Personliga rekord
- 100 meter - 11,04 från 2004
- 200 meter - 22,33 från 2004